# Windows Server 2012
Windows Server 2012 (кодове ім'я «Windows Server 8») — версія серверної операційної системи від Microsoft, що вийшла у 2012 році. Вона належить сімейству ОС Microsoft Windows. Ця серверна операційна система повинна замінити систему, яка випускалася до цього часу,  — Windows Server 2008 R2. 
Особливості та нововведення
Windows Server 2012 стала першою версією Windows Server починаючи з Windows NT 4.0, яка не підтримує процесори Itanium. Версія Developer preview (реліз до Beta) була випущена 9 вересня 2011 для MSDN передплатників. Windows Server провідна серверна операційна система, на якій побудована робота багатьох найбільших центрів обробки даних — надає широкі можливості підприємствам будь-якого розміру по всьому світу. Windows Server 2012 містить сотні нових і вдосконалених функцій, які дозволяють трансформувати ІТ-середовища віртуалізації та хмарних обчислень з метою скорочення витрат на ІТ та збільшення цінності для бізнесу. У Windows Server 2012 реалізовані інновації в області віртуалізації, мережевих технологій, систем зберігання даних і зручності роботи.

## Історія розробки та анонсів
Голова відділу Microsoft з інструментів і серверів Сатя Наделла, ще у вересні 2011 року на конференції Microsoft Build в каліфорнійському місті Анахайм, повідомив, про те, що в розробці знаходиться нова серверна операційна система Windows Server 2012. Ця операційна система повинна прийти на зміну Windows Server 2008. 
Софтверний гігант не оприлюднив остаточну дату виходу Windows Server 2012, але з розсилки Microsoft TechNet стало відомо, що нова серверна ОС від Microsoft побачить світ 4 вересня 2012 року. 1 березня 2012 компанія Microsoft випустила публічну бета-версію (build 8250). 17 квітня 2012 Microsoft анонсувала, що нове ім'я продукту буде Windows Server 2012. 31 травня 2012 року Microsoft випустила реліз кандидат Windows Server 2012. 
5 травня 2023 року компанія Microsoft на своєму офіційному сайті повідомила, що Microsoft з 10 жовтня 2023 року припиняє підтримку серверних операційних систем Windows Server 2012 та Windows Server 2012 R2. Це означає, що для цих програмних платформ не будуть випускатися оновлення безпеки та інші патчі, що можуть створити загрозу для стабільності та надійності корпоративних IT-систем.

## Основні удосконалення
Основні удосконалення: новий користувальницький інтерфейс Metro UI. 2300 нових команд Windows PowerShell. Вдосконалений Диспетчер завдань. Тепер Server Core рекомендований варіант установки, а перемикання між режимами з класичним робочим столом і режимом Server Core може бути виконано без перевстановлення сервера. Нова роль IPAM (IP address management) для управління й аудиту адресним простором IP4 та IP6. Удосконалення в службі Active Directory. Нова версія Hyper-V. Нова файлова система ReFS (Resilient File System). Нова версія IIS 8.0 (Internet Information Services).

### Storage Spaces
Одним з нововведень нової Windows Server 2012 є нова розробка корпорації — Storage Spaces, яка пропонує можливість системним адміністраторам, що працюють з цією ОС, керувати великим числом систем зберігання даних, підключеними через інтерфейс SAS. Цікаво, що завдяки Storage Spaces нема потреби використовувати додаткове програмне забезпечення.
На конференції Microsoft Build було показано об'єднання 16 жорстких дисків в єдиний пул. Цікава особливість такого об'єднання дисків як можливість поділу вмісту цього пулу дисків на численні віртуальні диски. Схожа можливість демонструвалася декількома роками раніше на презентації нової версії файлової системи ReFS (Resilient File System).

### Безпека
У новій серверній ОС буде додана служба  Dynamic Access Control. Робота даної служби спрямована на поліпшення централізованого захисту на рівні доменів файлів, а також на забезпечення безпеки тек поверх всіх наявних дозволів файлів.

### Масштабованість
Windows Server 2012 підтримує наступне апаратне забезпечення
| Spec                                     | Windows Server 2012 | Windows Server 2008 R2 |
| ---------------------------------------- | ------------------- | ---------------------- |
| Фізичних процесорів                      | 64                  | 64                     |
| Логічних процесорів із вимкненим Hyper-V | 640                 | 256                    |
| Логічних процесорів з увімкненим Hyper-V | 320                 | 64                     |
| ОЗП                                      | 4 ТБ                | 2 ТБ                   |
| Failover cluster nodes                   | 64                  | 16                     |